# Калъм Чембърс
Калъм Чембърс (на английски: Calum Chambers; роден на 20 януари 1995 г. в Питърсфилд), е английски футболист, играе като десен бек и централен защитник, и се състезава за Кардиф Сити.

## Клубна кариера

### Саутхамптън
Роден в Питърсфилд, Хампшър, Чембърс започва в академията на Саутхамптън на седем години. През сезон 2012/13 Чембърс е един от четиримата юноши, които са промотирани в първия състав. В предсезонната подготовка изиграва няколко мача в турнира Мемориал Къп срещу Андерлехт, Евиан Тонон Гаяр и швейцарския Етоал Каруж. Влиза за няколко минути и срещу Аякс и Улвърхамптън.
На 28 август 2012 година прави своя официален дебют за отбора при победата с 4-1 над Стивънидж в мач от втория кръг на турнира за Купата на Лигата. Прави асистенция за четвъртия гол на своя отбор.
На 31 август 2013 година Чембърс подписва нов договор със Саутхамптън.
На 17 август 2013 година прави дебюта си в елита на Англия, изигравайки пълни 90 минути като десен бек в откриващия мач за сезона срещу Уест Бромич Албиън, а Саутхамптън побеждава с 1-0. Изиграва общо 25 мача за този отбор, 22 от които са във Висшата лига на Англия.

### Арсенал
На 28 юли 2014 година Чембърс преминава в Арсенал за неоповестена сума, която може да стигне 16 милиона паунда според представянето на футболиста.
Чембърс изиграва първия си мач в контролата срещу Бенфика, която е част от турнира Емирейтс къп и завършила 5-1 за Арсенал. На 10 август прави своя официален дебют в мача за Къмюнити Шийлд срещу Манчестър Сити. Чембърс изиграва пълни 90 минути, а Арсенал печели с 3-0 и по този начин печели трофея. На 16 август играе първия си мач във Висшата лига при победата с 2-1 над Кристъл Палас. На 19 август изиграва първия мач в кариерата си от турнира Шампионска лига в плейофа срещу Бешикташ. След добрия старт на сезона е номиниран за наградата Golden Boy за 2014 година за най-добър млад футболист в Европа. Първия си гол за Арсенал отбелязва при победата с 3-0 над Бърнли на 1 ноември 2014 година. На 6 декември получава червен картон в мача срещу Стоук Сити, а Арсенал губи с 2-3.
През втората половина на сезона Чембърс участва по-малко в мачовете на Арсенал, заради добрата форма на Ектор Бейерин на десния бек и привличането на бразилеца Габриел Паулища на поста централен защитник.

## Национален отбор
На 2 февруари 2012 година дебютира за Англия до 17 години срещу Португалия. През месец февруари участва във всичките три мача на Англия от квалификациите за Европейското първенство до 17 години. Вкарва единствения гол в мача при победата с 1-0 над Украйна.
На 26 септември 2012 години играе за първи път за Англия до 19 години срещу Естония до 19 години, а Англия печели с 3-0. На 28 септември 2012 година влиза като резерва срещу Фарьорските острови до 19 години и вкарва последния гол при победата с 6-0. На 21 март 2013 година бележи отново, този път във вратата на Турция до 19 години, а Англия побеждава с 1-0.
На 28 август 2014 година е повикан за първи път в състава на мъжкия отбор на Англия за контролата срещу Норвегия и квалификационния мач срещу Швейцария. На 3 септември 2014 година дебютира срещу Норвегия, заменяйки в 81-вата минута Джон Стоунс при победата с 1-0 на Уембли. По принцип част от Англия до 21 години Чембърс е преместен в мъжкия отбор за квалификациите срещу Сан Марино и Естония заради контузията на Стоунс. Първия си мач като титуляр за Англия изиграва на 9 октомври 2014 година срещу Сан Марино, предпочетен на поста десен бек вместо бившия си съотборник Натаниъл Клайн.
През март 2015 година играе за Англия до 21 години при победата с 1-0 над Чехия до 21 години в мач, игран в Прага.

## Успехи

### Клубни

#### Арсенал
- ФА Къп: 2014/15
- Къмюнити Шийлд: 2014